# Hushang Ebtehaj
Hushang Ebtehaj (persa: هوشنگ ابتهاج, con el seudónimo de H. E. Sayeh (persa: ه. ا. سایه, lit. Sombra), (Rasht, Irán, 25 de febrero de 1928-Colonia, Alemania, 10 de agosto de 2022) fue un eminente poeta iraní del siglo XX, cuya vida y obra abarca muchas de los agitaciones políticas, culturales y literarias de Irán.

## Vida

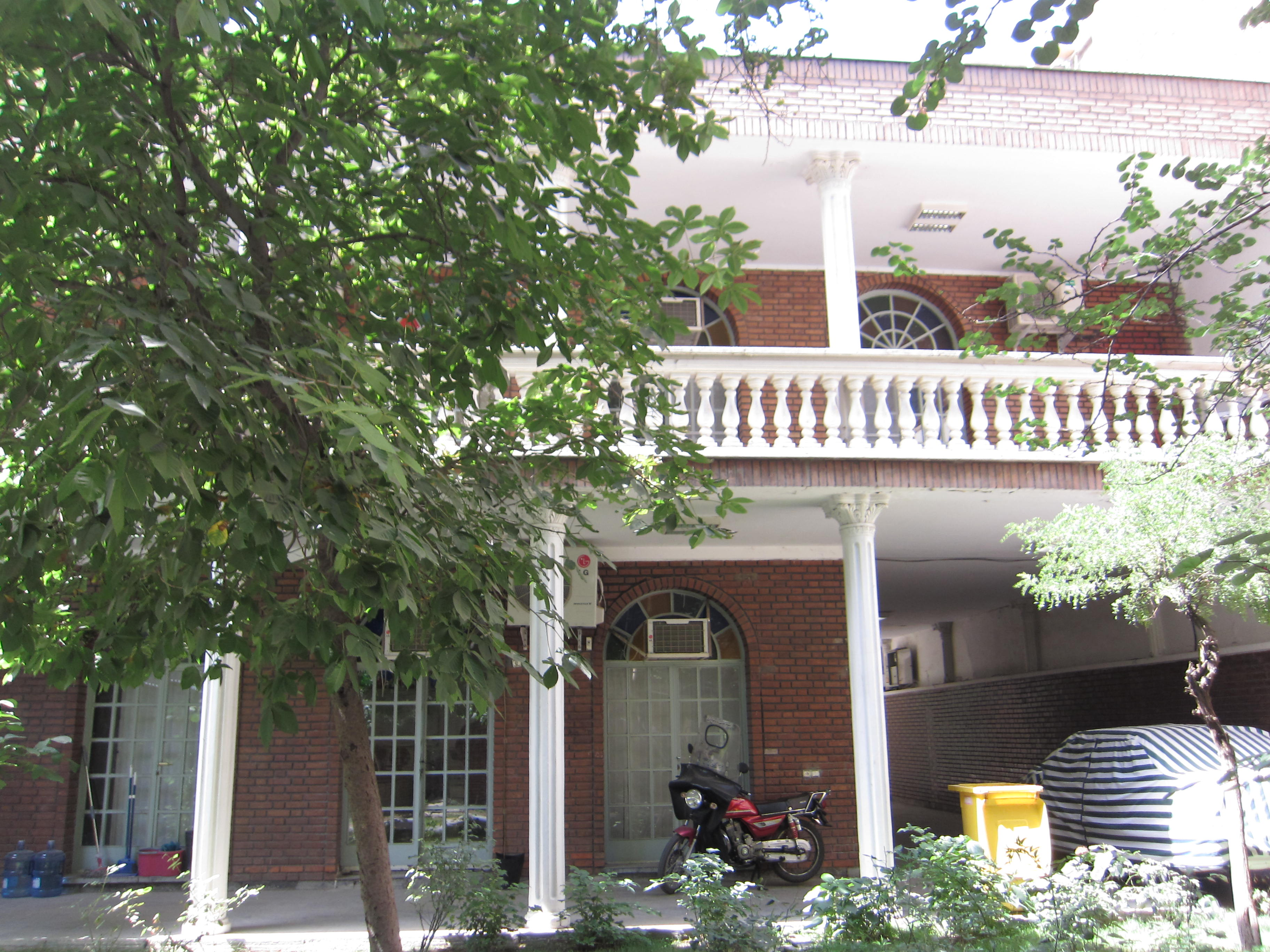
House of Hushang Ebtehaj in Tehran

Ebtehaj nació el 25 de febrero de 1928 en Rasht, Irán, e hizo la primera allí antes de mudarse a Teherán. Su primer libro de poesía, con una introducción del eminente poeta Mehdi Hamidi Shirazi, se publicó cuando tenía 19 años. Durante el período liberal de Irán después de la Segunda Guerra Mundial, Sayeh se involucró en varios círculos literarios y contribuyó en varias revistas literarias como Sokhan, Kavian, Sadaf, Maslehat y otros. A diferencia de muchas otras figuras literarias de la época que se involucraron profundamente en la política y las actividades de izquierda, Sayeh se mantuvo fiel a su conciencia social y política, pero se abstuvo de una participación más profunda. Trabajó en la National Cement Company durante 22 años mientras continuaba con sus actividades literarias. Más tarde fue invitado por la Radio Nacional Iraní para producir el programa de música tradicional "Golhaye Taze" y "Golchin Hafte".
Después de la Revolución iraní de 1979 y la subsiguiente represión, Sayeh pasó un año en prisión por sus escritos. Después de su liberación, comenzó a trabajar en "Hafez, by Sayeh", un estudio verso por verso de las diversas publicaciones de Hafez de Shiraz. En 1987, se mudó a Colonia (Alemania) con su familia y desde entonces vive allí.

## Poesía
Sayeh publicó su primera colección de poesía cuando todavía era un estudiante de secundaria en la provincia norteña de Guilán. Su producción total, sin embargo, sigue siendo pequeña debido a su preocupación por la alta artesanía y la fraseología exacta. En el clima político de la década de 1940, Sayeh fue un ferviente defensor de la poesía del compromiso social. Su propia poesía temprana revela su preocupación por la literatura intencional.
Sayeh también ha escrito una colección de poemas líricos (gazal) en el estilo clásico. Aquí revela un fácil dominio de las formas tradicionales —la oda lírica, en particular— que utiliza para celebrar los momentos de la vida tanto sagrados como seculares. La poesía de Sayeh, a veces muy emotiva, es siempre notable por su franqueza convincente y su sentimiento no disimulado.

## Obras
Poesía
- Las primeras canciones, 1946 (نخستین نغمه‌ها)
- Espejismo, 1951 (سراب)
- Tristes penas I, 1953 (سیاه مشق ۱)
- Nocturno, 1953 (شبگیر)
- Tierra, 1955 (زمین)
- Páginas desde la noche más larga, 1965 (چند برگ از یلدا)
- Tristes penas II, 1973 (سیاه مشق ۲)
- Hasta el amanecer de la noche más larga, 1981 (تا صبح شب یلدا)
- Memorial to the Blood of the Cypress, 1981 (یادگار خون سرو)
- Tristes penas III, 1985 (سیاه مشق ۳)
- Tristes penas IV, 1992 (سیاه مشق ۴)
- Espejo en el espejo, 1995 (آینه در آینه)
- Descorazonado, 2006 (تاسیان)

Otro
- Hafez, por Sayeh, 1994 (حافظ به سعی سایه)